# Luis Duncker Lavalle
Luis Duncker Lavalle (1874-1922) fue un músico y compositor peruano, un autodidacta que logró un buen nivel de cultura, no solo artística sino en general, habiendo trabajado como asistente en el Observatorio Astronómico que la Universidad de Hardvard tenía establecido en Arequipa.

## Reseña biográfica
Nació en la ciudad de Arequipa el 15 de julio de 1874 y murió en esa misma ciudad el 29 de octubre de 1922.
Sus padres fueron Federico Guillermo Duncker van Goch y la dama arequipeña Isabel Celmira de Lavalle Arauzo, sobrina del prócer argentino Juan Galo de Lavalle. Puede afirmarse que, fuera de las lecciones familiares de música, Duncker Lavalle fue un autodidacta que logró un buen nivel de cultura no sólo artística sino general. Estudió inglés, francés, alemán, italiano, latín y griego, lenguas que le abrieron amplias fuentes de información directa. Enriqueció además su cultura científica gracias a su trabajo como asistente en el Observatorio Astronómico que la Universidad de Harvard tenía establecido en Arequipa, bajo la jefatura del Profesor Pickering.
El estilo de su música pertenece al romanticismo. Su obra, en su mayoría escrita para piano, presenta dos aspectos: uno europeo y otro mestizo. Se le ha llamado "Forjador de la música mestiza" pues usó melodías andinas (Yaraví) dentro de formas europeas, como el vals.

## Legado
El crítico musical Leandro Alviña en su libro sobre música andina  reconoce la labor de Ducker Lavalle en la gestación de la naciente música republicana:

Uno de los cultivadores del arte musical en Arequipa es, sin disputa alguna, el señor Duncker.... Es de desear que el señor Duncker hiciera nuevas composiciones sobre otros motivos nacionales, ya que la naturaleza le dotó del numen músico
(La Música Incaica, A. Leandro Alviña, sin paginación)

La personalidad de Duncker Lavalle es la expresión de un momento especialmente significativo en el proceso de la evolución musical del Perú. Su valor radica fundamentalmente en el perfil peruano que dibuja del lirismo romántico, persistente en un ambiente todavía cerrado, pero que por lo mismo, afirmaba espontánea e íntimamente su peculiaridad local.
La restauración folclorista de los harawis o de los kachampas autóctonos estuvo lejos de su propósito. Su calidad peruana emerge despreocupada de toda intención pasadista. Su vals Quenas -- el que le ha dado mayor renombre --, como Cholita, y otras piezas de la misma índole, son claros ejemplos de esta inspiración mestiza, que crea melodías de evidentes raíces peruanas pero muy distantes de la transcripción más o menos literal de los motivos folclóricos.
Actualmente, el Conservatorio Regional de la ciudad de Arequipa lleva su nombre.

## Obras
Sus obras más importantes son: 
- Quenas,
- Cholita,
- Luz y sombra,
- El Picaflor y la Doncella desconsolada,
- LLanto y risa,
- Lágrimas,
- Nostalgia,
- Leyenda apasionada. 
  - También compuso minuetos y mazurkas.